# 2016 Heinemann
2016 Heinemann eller 1938 SE är en asteroid i huvudbältet, som upptäcktes den 18 september 1938 av den tyske astronomen Alfred Bohrmann i Heidelberg. Den har fått sitt namn efter den tyske astronomen Karl Heinemann.
Asteroiden har en diameter på ungefär 22 kilometer och den tillhör asteroidgruppen Themis.